# Thomas Kwoyelo
Thomas Kwoyelo (geboren in den 1970er Jahren) ist ein ehemaliger Kommandeur der Lord’s Resistance Army  („Widerstandsarmee des Herrn“, LRA), einer ugandischen Rebellengruppe mit christlicher Ideologie. Kwoyelo wurde wegen Kriegsverbrechen zu 40 Jahren Haft verurteilt.

## Leben
Im Alter von 12 Jahren wurde Kwoyelo auf dem Weg zur Schule von der LRA entführt. Die Rebellengruppe wurde Ende der 1980er Jahre von Joseph Kony gegründet und war zunächst im Norden Ugandas aktiv. Kwoyelo wurde unter dem Decknamen Latoni zu einem niederrangigen Kommandeur der LRA und beaufsichtigte die Behandlung verwundeter Kämpfer. Die Kämpfe der LRA breiteten sich nachdem die Rebellengruppe aus Uganda verdrängt wurde in die benachbarte Demokratische Republik Kongo aus, wo Koyelo im März 2009 in Yakuluko verhaftet wurde. Dabei erlitt er eine Schusswunde am Bauch und wurde nach Uganda gebracht. Dort verbrachte er die nächsten 14 Jahre in Untersuchungshaft, während die Staatsanwaltschaft gegen ihn ermittelte.

## Kriegsverbrecherprozess
Aufgrund der langen Untersuchungshaft und der Amnestie für andere ehemalige Mitglieder der LRA wurde sich zunehmend für die Freilassung Kwoyelos ausgesprochen. Schließlich wurde er im August 2024 von einem Gericht in Gulu im Norden Ugandas in insgesamt 44 von 78 Anklagepunkten schuldig gesprochen, darunter Mord, Vergewaltigung, Folter, Entführung und Plünderung. Seine Verbrechen wurden zum Großteil zwischen 1996 und 2005 begangen und konzentrierten sich auf Amuru im Norden Ugandas und den südlichen Sudan, eine Region die später zum Südsudan gehörte. Im Oktober 2024 wurde er zu einer Haftstrafe von 40 Jahren verurteilt. Da er bereits 15 Jahre in Untersuchungshaft verbracht hatte, betrug die noch zu verbüßende Reststrafe 25 Jahre. Es war die erste Verurteilung im Zusammenhang mit dem LRA-Konflikt. Die Kämpfe zwischen der LRA und den Regierungstruppen in Uganda dauerten rund 20 Jahre und kosteten bis 2006 mehr als 100.000 Menschenleben. Zudem wurden fast zwei Millionen Menschen vertrieben und etwa 60.000 Kinder entführt.